# Ilam (ostan)
Ilam – ostan w zachodnim Iranie, w górach Zagros, przy granicy z Irakiem. Stolicą jest Ilam.

## Geografia

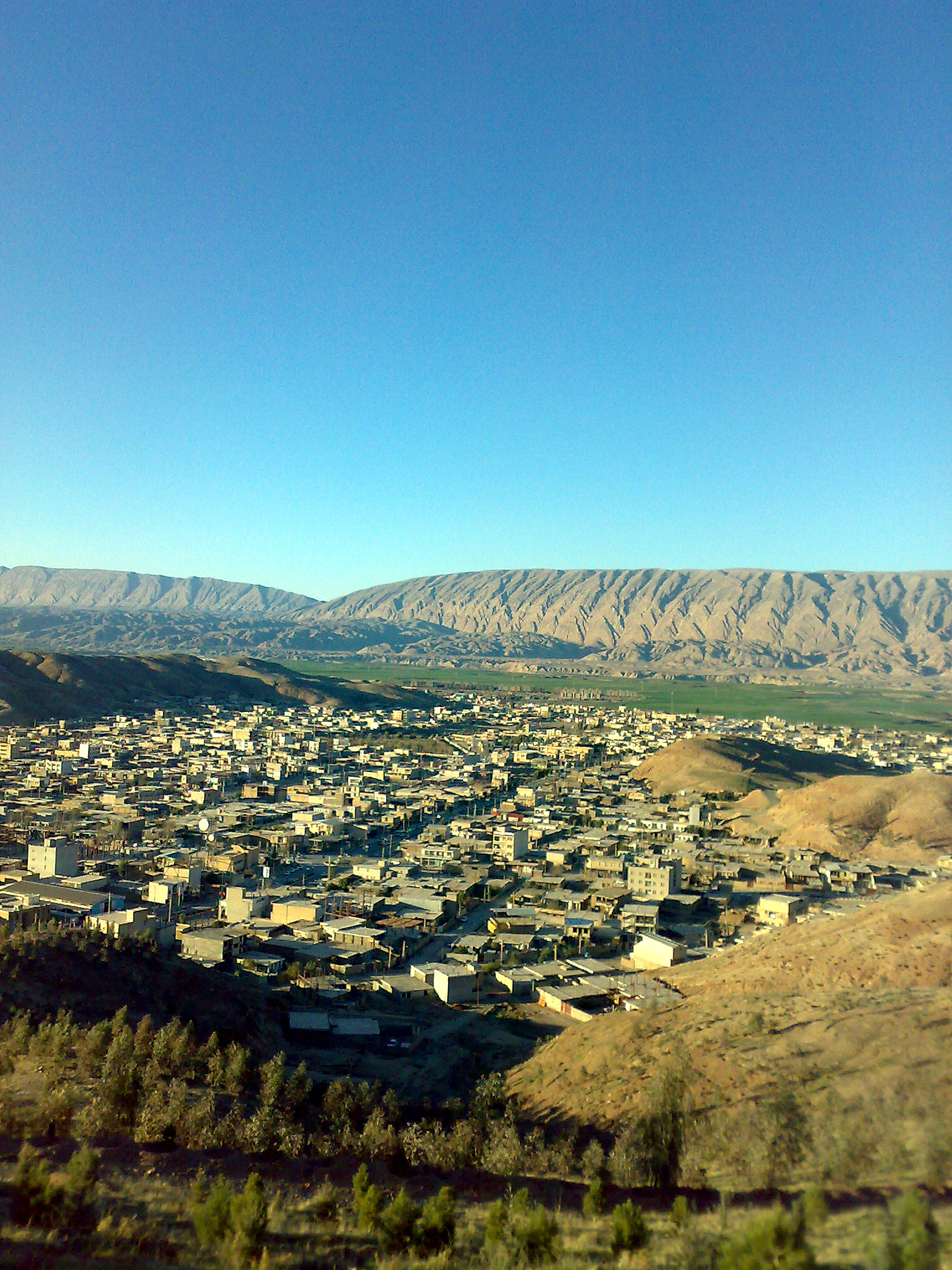
Widok na Darre Szahr

Ostan Ilam położony jest w zachodnim Iranie w obrębie czwartego regionu administracyjnego. Od północy graniczy z Kermanszahem, od wschodu z Lorestanem, od południowego wschodu z Chuzestanem, a od południowego zachodu i zachodu z Irakiem. Zajmuje powierzchnię 20 133 km².
Klimat ostanu jest zróżnicowany. Tereny zachodnich i południowo-zachodnich nizin położone są na wysokości 300 m n.p.m. i pokrywa sucha pustynia, a klimat jest dość ciepły. Środkowa część ostanu, w tym góry Kuh-e Dinar cechuje różnorodny klimat o zimach z temperaturami poniżej zera. Północ i północny wschód Ilamu charakteryzują roczne opady sięgające 500 mm w porównaniu do 250 mm w rejonie zachodnim i południowo-zachodnim.
Do większych miejscowości położonych na terenie tego ostanu należą: stołeczny Ilam, Darre Szahr, Dehloran, Abdanan, Dżafarabad, Mehran, Mejme, Ejwan, Sarable, Delgosza i  Murmuri.

## Demografia
Według spisu ludności z 2006 roku ostan Ilam zamieszkiwało 545 787 osób. Spis ludności z 2011 roku podaje 557 599 mieszkańców, co stanowi 0,74% populacji Iranu. Wśród tych osób 282 468 stanowili mężczyźni, a 275 131 kobiety. 72,9% stanowiła ludność w wieku 15–64 lat, 22,4% w wieku do lat 14, a 4,7% w wieku lat 65 i starsi.